# Lamponella wombat
Lamponella wombat là một loài nhện trong họ Lamponidae. Loài này được phát hiện ở Australisch Hoofdstedelijk Territorium.